# Pjotr Petrowitsch Kontschalowski

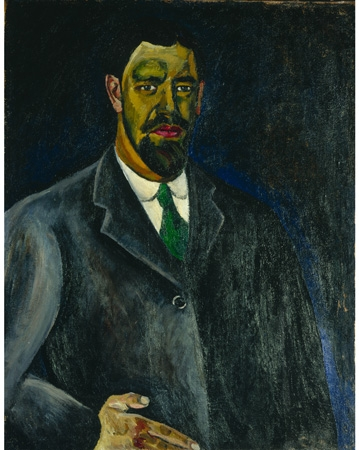
Selbstbildnis (1910)

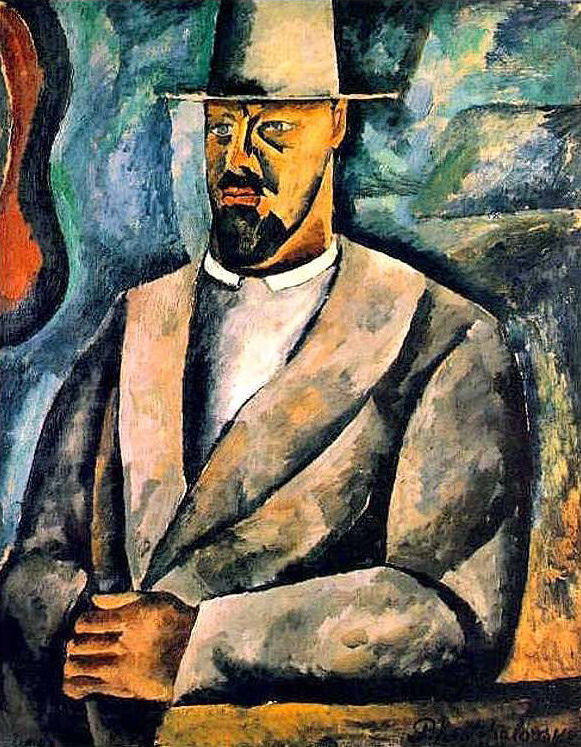
Selbstbildnis (1912)

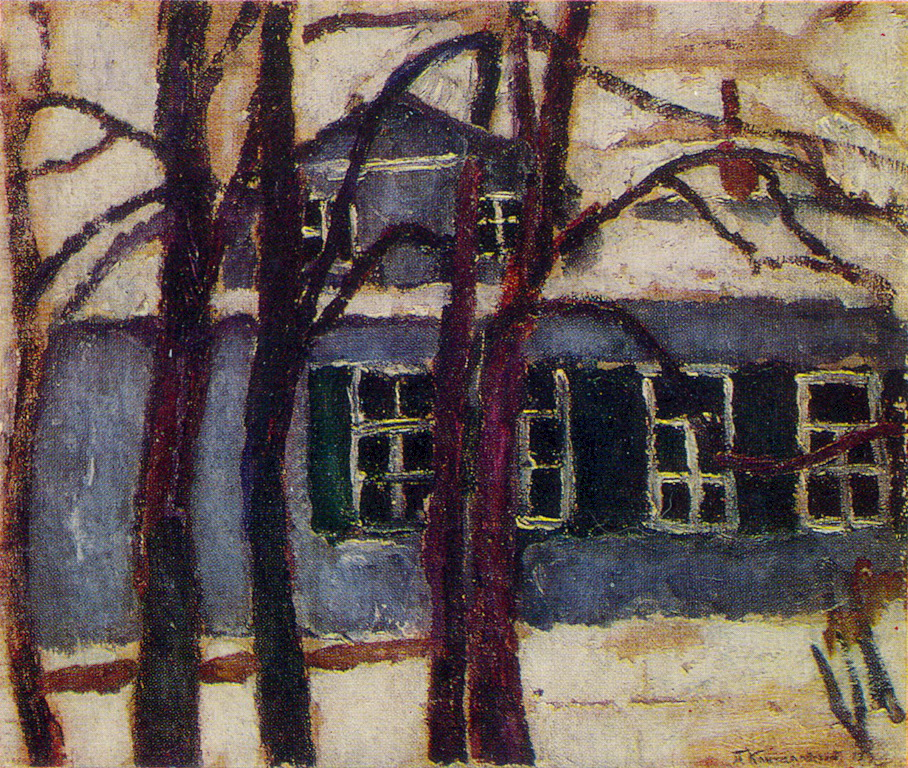
Datscha in Abramzewo (1911)

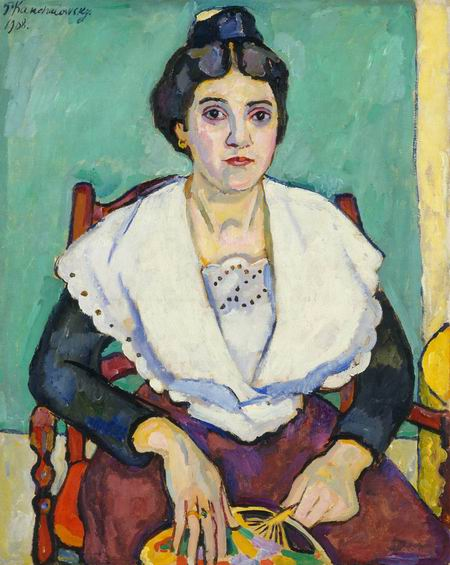
Mädchen in Arles (1908)

Pjotr Petrowitsch Kontschalowski (russisch Пётр Петро́вич Кончало́вский, ukrainisch Петро Петрович Кончаловський; geboren 21. Februar 1876 in Slowjansk, Russisches Kaiserreich, heute Ukraine; gestorben 2. Februar 1956 in Moskau) war ein russischer Maler, Grafiker und Bühnenbildner.

## Leben
Pjotr Kontschalowski wuchs als Sohn eines Kunstbuchverlegers im russischen Kaiserreich auf und begann seine zeichnerische Ausbildung an der Maria-Rajewskaja-Iwanowa-Zeichenschule in Charkow. Die Familie zog 1889 nach Moskau, und er besuchte während seiner Gymnasialzeit Klassen an der Moskauer Hochschule für Malerei, Bildhauerei und Architektur. In Paris studierte er von 1896 bis 1898 bei Jean-Paul Laurens und Jean-Joseph Benjamin-Constant an der Académie Julian. Danach studierte er mit Unterbrechungen von 1898 bis 1907 an der Kunstakademie in Sankt Petersburg. Unter seinen Lehrern dort waren Sawinski, Hugo Salemann und Pawel Kowalewski. 1902 machte er eine Reise nach Italien, erneut 1904 und war mehrfach in Frankreich (1907–08, 1910, 1913), in Frankreich und Spanien (1912) und zusammen mit Wassili Surikow 1914 in Deutschland und Italien. Nach dem Ersten Weltkrieg konnte er 1924/25 noch einmal nach Italien und Frankreich reisen.
Seit 1908 beteiligte er sich an verschiedenen Ausstellungen und Künstlergruppen: „Goldenes Vlies“, „Brüderschaft“, Welt der Kunst (1911, 1912, 1915–22) und „Neue Gesellschaft der Künstler“. In Frankreich stellte er im Salon d’Automne (1908, 1910) und Salon des Indépendants (1908, 1910–12) aus. Er gehörte 1911 zu den Gründern der Künstlergruppe Karo-Bube und war 1911 ihr Vorsitzender, schied jedoch 1916 wieder aus. Dawid Burljok, Mitgründer des Karo-Buben, zählte Kontschalowski 1913 zu den „Wilden“ Rußlands in seinem Beitrag zum Almanach Der Blaue Reiter. Zusammen mit Robert Genin, Alexej Jawlensky, Wassily Kandinsky und Marianne von Werefkin nahm er 1914 an der Baltischen Ausstellung in Malmö teil. Er war bei den „Moskauer Malern“, in der Gruppe „Existenz“ (1926–27) und in der „Gesellschaft der Moskauer Künstler“ organisiert, sowie in der „Assoziation der Künstler des revolutionären Russlands“ (1926).
Seit 1918 arbeitete er als Kunstlehrer an freien Kunstschulen und war 1926 bis 1929 bei Wchutemas und Wchutein als Lehrer tätig. Als Bühnenbildner hatte er seit 1905 Aufträge verschiedener Bühnen: der Simin Oper (1905, 1912), des Bolschoi-Theaters (1920–21, 1932, 1944–45) und des Stanislawski-Nemirowitsch-Dantschenko-Theaters (1921, 1932). 1932 erwarb er von der Künstlerin Anna Iwanowna Trojanowskaja den Gutshof Bugry am Rande des späteren Obninsks.
Im Jahr 1922 hatte er in der Tretjakow-Galerie mit 165 Werken seine erste von bis 1951 fünfzehn Einzelausstellungen. 1922 nahm er an der Ersten Russischen Kunstausstellung in Berlin teil. Im Ausland gezeigt wurde er auch in der Exhibition of Russian Art in New York (1924) und in der Exposition internationale des Arts Décoratifs et industriels modernes in Paris (1925). In der Sowjetunion machte er größere Reisen auf die Krim, nach Nowgorod und Pskow (1925, 1926, 1928), in den Kaukasus (1927, 1935) und nach Murmansk und Archangelsk (1936).
In späteren Jahren malte er im Stil des offiziell verlangten Sozialistischen Realismus. Kontschalowski wurde 1946 als Volkskünstler der RSFSR ausgezeichnet, außerdem erhielt er 1942 den Stalinpreis. 1947 wurde er Mitglied der Akademie der Künste der UdSSR.
Kontschalowski war seit 1902 mit Olga, der ältesten Tochter des Malers Wassili Surikow verheiratet, sie hatten die Tochter Natalia (1903–1988) und den Sohn Michail (1906). Unter ihren Nachkommen sind eine Reihe Künstler, sein Schwiegersohn war der sowjetische Dichter Sergei Wladimirowitsch Michalkow. Kontschalowski ist auf dem Nowodewitschi-Friedhof beerdigt.